# Mark Gjonmarkaj
Mark Gjonmarkaj też jako: Mark Gjon Marku (ur. 26 lutego 1913 w Oroshu, zm. 13 czerwca 1946 w okolicach wsi Prosek) – albański polityk i wojskowy, minister spraw wewnętrznych w 1943.

## Życiorys
Był najstarszym synem Gjona Markagjoniego wywodzącego się z Mirdytów, senatora w okresie rządów Ahmeda Zogu i Mriki. Uczył się w Szkodrze i w Rzymie. W latach 1931–1938 odbył studia prawnicze na Uniwersytecie w Rzymie, kończąc je doktoratem. Po powrocie do kraju podjął współpracę z Ernestem Koliqim organizującym ministerstwo edukacji. W 1940 wszedł w skład Faszystowskiej Rady Korporacyjnej, złożonej z polityków orientacji pro-włoskiej. W 1941 objął stanowisko wiceministra spraw wewnętrznych, które pełnił do 1943. W 1943 przez kilka miesięcy kierował resortem spraw wewnętrznych. Po wkroczeniu Niemców do Albanii Gjonmarkaj oddał do ich dyspozycji batalion Mirdytów liczący 350 ludzi. 7 lipca 1944 objął stanowisko ministra kultury w rządzie kierowanym przez Fiqri Dine. 
Od listopada 1944 przebywał w okolicach Szkodry, gdzie zajął się organizowaniem antykomunistycznego ruchu oporu, w tym czasie występując w randze majora. W 1945 wspólnie z Prenkiem Pervizim organizował Narodową Ligę Gór (Lidhja Kombetare e Maleve), która skupiała w swoich szeregach ponad 500 bojowników. W czerwcu 1946 oddziały podległe Gjonmarkajowi miały rozpocząć powstanie i obalić władze komunistyczne. 13 czerwca 1946 Gjonmarkaj, wraz ze swoim sztabem liczącym 19 osób wyruszył w kierunku Oroshu. W rejonie wsi Prosek został otoczony przez jednostki Departamentu Obrony Ludu. Ciężko ranny w nogi w bitwie popełnił samobójstwo, aby nie wpaść w ręce wroga. Według oficjalnej wersji przedstawianej przez propagandę komunistyczną, Gjonmarkaj zginął w walce z oddziałem, dowodzonym przez kpt Hajrullę Myrtezę, a dwunastu żołnierzy i oficerów oddziału otrzymało odznaczenia państwowe. Nad ocalałymi partyzantami Gjonmarkaja komendę objął jego brat Llesh, który walczył do sierpnia 1947, kiedy zginął w bitwie pod Munegje.